# Escudo de Costa Rica
El escudo de Costa Rica fue promulgado el 29 de septiembre de 1848, junto con la actual bandera nacional, durante la administración de José María Castro Madriz, presidente de la República. Los elementos que aparecen representados, como los volcanes o los mares, tienen su propio significado.

## Diseño del Escudo
El blasón consiste en un marco dorado que representa el grano de oro (el café). Dentro del marco hay tres volcanes humeantes,  que simbolizan a las tres cordilleras que cruzan el país y un extenso valle verde claro entre dos océanos azules, (océano Pacífico y mar Caribe, que bañan las costas del oeste y el este del país, respectivamente, al igual que las de Centroamérica). En cada uno de ellos hay un buque mercante representando la historia marítima del país. En el horizonte, a la izquierda del escudo, se aprecia un sol naciente de oro.
Cierran el escudo dos palmas de mirto verde oscuro unidas por una cinta con la leyenda «República de Costa Rica». Las siete estrellas de plata en arco representan las actuales provincias de la República. El remate lo forma una cinta azul claro que sirve de corona con la leyenda América Central. El rótulo de la cinta indica la ubicación del país.
Originalmente había banderas nacionales a cada lado del escudo, un cuerno de la abundancia y cinco estrellas, pero en 1906, por la Ley número 18 del 27 de noviembre del mismo año, fueron suprimidos los dos primeros elementos citados y en 1964 se le agregaron dos estrellas más. El escudo aparece sobre la franja roja de la bandera de uso estatal y marítimo (sobre fondo blanco) y en la de uso civil no aparece. A lo largo de su historia, Costa Rica ha tenido diversos escudos. 

## Historia

### Escudo Español

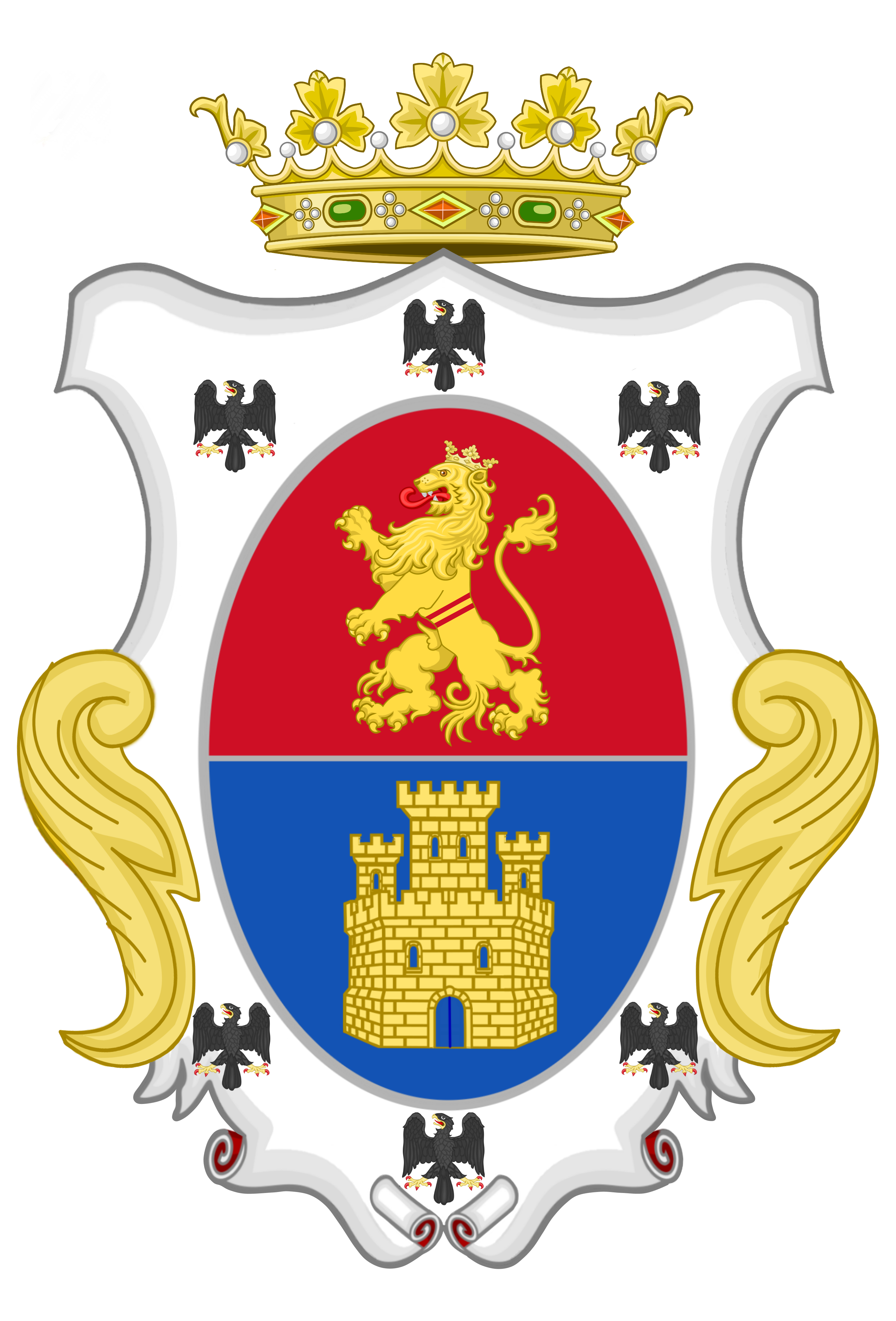
Escudo Colonial de la Ciudad de Cartago

Durante la dominación española, el escudo del monarca reinante era el utilizado como símbolo de sus diversos reinos y señoríos. El escudo del monarca (conocido habitualmente como las armas del rey), cambiaba cuando un nuevo monarca ascendía al trono, de conformidad con las reglas de la heráldica. Los monarcas españoles que reinaron sobre Costa Rica (Felipe II, Felipe III, Felipe IV, Carlos II, Felipe V, Luis I, Fernando VI, Carlos III, Carlos IV y Fernando VII), tuvieron cada uno su propio escudo, distinto del de los demás. Por otra parte, algunas ciudades o villas sí contaban con escudo. En Costa Rica, la única población que tuvo escudo propio fue la ciudad de Cartago, a la que se lo concedió el rey Felipe II en 1565. 

### Escudo Provisional Primer Gobierno Independiente
El 10 de mayo de 1823, la Asamblea Provisional de Costa Rica decidió que la Junta Gubernativa implementara las acciones necesarias para emitir monedas que llevaran un escudo con la inscripción "COSTA RICA LIBRE". El emblema también debía incluir una estrella en el centro, un cañón y un tallo de palma en la parte inferior

Sesión 13º- Sala de Sesiones – San José, mayo 10 de 1823. Presidida por el señor Presidente Peralta y señores supra indicados.
1º.- Habiéndose indicados varios puntos relativos al régimen político de administración de la Provincia se acordó, 1º. Que durante su actitud actual adopta provisionalmente por pabellón una bandera blanca con una estrella roja en el centro.
2º.- Que el gobierno adopte las medidas conducentes y prontas para el establecimiento de un cuño provisional de oro y plata, moneda redonda con la mayor exactitud y perfección que sea asequible igualando su peso y ley a la de Guatemala y México con el tipo o inscripción siguiente.
Por un lado, una estrella en el centro, orlada su circunferencia con esta inscripción circular Costa Rica Libre, la era vulgar y época de 
la libertad contada desde el año de 21; por el reverso una palma en el centro cruzada por una espada y un fusil con 
bayoneta y un cañón por debajo y en la orla la inscripción de su valor en pesos o reales que señalará el 
Gobierno.
3º.- Que el Gobierno adopte las medidas conducentes para la expulsión de personas que por su desafecto al sistema actual de Gobierno sean perjudiciales a la seguridad de las Provincias:- sobre definición de embargos por la renta de tabaco: sobre administración y distribución de la masa decimal  conforme a las leyes vigentes.
4º.- Que se inserte en el Estatuto un artículo especial por el que queda el Gobierno autorizado para obrar conforme a los artículos 8, 9, 11, 12 y 14 de la acta de dos de septiembre del año próximo pasado de 22, y con respecto al estado actual y de absoluta libertad de la Provincia. 

Se levantaron las sesiones. – Peralta, Pte. –Vidal, Srio.

(Actas de la Asamblea Provincial y de la Junta Gubernativa, Tomo III, 1823-1824)

### Escudos federales y escudo estatal
En marzo de 1824, al incorporarse a las Provincias Unidas de Centroamérica, Costa Rica adoptó el escudo de armas decretado en 1823 por la Asamblea Nacional Constituyente centroamericana, que en un triángulo equilátero contenía cinco volcanes representativos de las cinco provincias federadas y un gorro frigio. Los elementos de estas armas son básicamente los mismos que hoy utilizan en sus escudos nacionales las Repúblicas de El Salvador y Nicaragua.y sus demás habitantes.
El escudo de las Provincias Unidas del Centro de América fue sustituido por otro ligeramente distinto a fines de 1824, al convertirse las Provincias Unidas en la República Federal de Centroamérica. Por su parte, cada uno de los Estados de la federación adoptó un escudo propio. El de Costa Rica, adoptado en 1825, representaba el torso desnudo de un varón en un círculo rodeado de montañas.
1) 1823-1838 Bandera y escudo de armas usados por la provincia de Costa Rica durante el Período Federal.
Costa Rica, como parte de las Provincias Unidas del Centro de América, adoptó la bandera y el escudo de armas aprobados por la Asamblea Nacional Constituyente de Centroamérica, según decreto n.º 29 del 21 de agosto de 1823. La Bandera de las Provincias Unidas del Centro de América constaba de tres franjas horizontales: azules la superior e inferior y blanca la del centro. Este es el citado decreto:

DECRETO CREADOR DEL ESCUDO Y LA BANDERA DE LAS PROVINCIAS UNIDAS DEL CENTRO DE AMÉRICA
DECRETO No. 29
La Asamblea Nacional Constituyente de las Provincias Unidas del Centro de América, ha tenido a bien decretar y decreta:
Artículo 1º El Escudo de Armas de las Provincias Unidas del Centro de América será un triángulo equilátero; en su base aparecerá una cordillera de cinco volcanes, sobre un terreno que se figure bañado por ambos mares; en la parte superior, un arco iris que los cubra y bajo el arco, el gorro de la libertad esparciendo luces. En torno del triángulo y en figura circular se escribirá con letras de oro: PROVINCIAS UNIDAS DEL CENTRO DE AMÉRICA. 
Artículo 2º Este escudo se colocará en todos los puestos y oficinas públicas sustituyéndose a las que se han usado por disposiciones de los anteriores gobiernos.
Artículo 3º El gran sello de la nación, el de la Secretaría de esta Asamblea, el de los agentes del gobierno, y tribunales de justicia, llevarán todos el mismo escudo.
Artículo 4º El pabellón nacional para los puertos y para toda clase de buques pertenecientes a este nuevo estado constará de tres fajas horizontales, azules la superior e inferior, y blanca la del centro en la cual irá dibujado el escudo que designa el artículo 1º. En los gallardetes las fajas se colocarán perpendicularmente por el orden expresado. Del mismo pabellón usarán los enviados de este gobierno a las naciones extranjeras. En los buques mercantes las banderas y gallardetes no llevarán escudo, y en la faja del centro se escribirá con letras de plata: DIOS, UNIÓN, LIBERTAD.
Artículo 5º Las banderas y estandartes de los cuerpos militares así vivos, así como de milicia provincial mientras esta subsista, se arreglarán a lo dispuesto en el artículo anterior: Sus fajas serán siempre horizontales, en la superior las palabras: Dios, Unión, Libertad, y en la inferior la clase y número de cada cuerpo. En las de infantería ambas inscripciones serán con letras de oro, y en los de caballería con letras de plata.
Artículo 6º Los cuerpos de fuerza cívica dispondrán sus banderas y estandartes con arreglo a lo prevenido en el artículo setenta de la ley de diez y ocho del corriente.
Artículo 7º Al comunicarle este decreto al gobierno se le acompañarán diseños del blasón y pabellón nacionales para la más fácil inteligencia de cuanto queda prevenido:
Comuníquese al Supremo Poder Ejecutivo para su cumplimiento, y que lo haga imprimir, publicar y circular. Dado en Guatemala a 21 de agosto de 1823 – José Barrundia: Diputado Presidente – Mariano Gálvez: Diputado Secretario – Mariano de Córdoba: Diputado Secretario – Al Supremo Poder Ejecutivo.
Por tanto mandamos se guarde, cumpla y ejecuten todas sus partes.
Lo tendrá entendido el Secretario del despacho, y hará se imprima, publique y circule. Palacio Nacional de Guatemala 3 de octubre de 1823 – Antonio Rivera: Presidente – Pedro Molina – Juan Vicente Villacorta. Al ciudadano Manuel Julián Ibarra.

Y de orden del Supremo Poder Ejecutivo lo inserto a V. para su inteligencia y fines consiguientes: Dios, Unión, Libertad, Palacio Nacional de Guatemala 3 de octubre de 1823. M. Julián Ibarra.

2) 1824-1840 Bandera y escudo de armas del Estado de Costa Rica.
El Congreso Constituyente del Estado de Costa Rica instalado en San José emitió el Decreto XV que crea el primer escudo de armas, con fecha 2 de noviembre de 1824. Con la participación de Costa Rica, se emitió el 22 de noviembre de 1824 la Constitución Federal, cada estado debía decretar sus carta particular y Costa Rica emitió la suya el 22 de junio de 1825.

DECRETO XV
El Jefe Supremo del Estado de Costa Rica. Por cuanto el Congreso Constituyente del mismo Estado me ha dirigido el decreto que sigue.
El Congreso Constituyente del Estado de Costa Rica. Considerando que las armas particulares del Estado que hasta ahora se han usado no tienen aquella propiedad que debieran, ha tenido bien decretar y,
DECRETA:
1º.- El escudo de armas del Estado será un círculo de cordilleras de volcanes denotando su posición y seguridad; en el centro aparecerá un brazo y un barco 
2º.- Este escudo se colocará en todos los puestos y oficinas públicas bajo las armas de la República.
3º.- Él será el sello del Estado, el del Congreso, el del Gobierno, y tribunales a quienes corresponda su uso.
4º.- Se colocará igualmente en las banderas y estandartes de los cuerpos militares asi vivos, como de milicia provincial, y cívica en la inferior de las fajas.
Comuníquese al Jefe Supremo del Estado, para su ejecución, publicación y circulación. San José octubre veintisiete de mil ochocientos veinticuatro – Agustín Gutiérrez Lizaursabal Diputado Presidente. – Manuel Aguilar Diputado Secretario. – Manuel Alvarado Diputado Secretario. – Al Jefe Supremo del Estado.

Por tanto: guárdese, y ejecútese exactamente en todas sus partes, y al intento el Secretario del despacho lo haga publicar y circular. San José dos de noviembre de mil ochocientos veinticuatro. – Juan Mora. – Al Ciudadano José María Peralta.

El Estado de Costa Rica, separado de la Federación en noviembre de 1838, continuó usando hasta 1840 la bandera y el escudo de armas promulgados el 21 de agosto de 1823 y el primer escudo nacional aprobado el 2 de noviembre de 1824.

### Escudo del Estado independiente
En 1840, el jefe de Estado Braulio Carrillo Colina decretó un nuevo escudo, el primero que tuvo Costa Rica como Estado soberano e independiente, en cuyo centro había una estrella radiante. Este escudo fue suprimido en 1842 por el gobierno de Francisco Morazán Quesada y volvió a usarse el del torso desnudo decretado en 1825. A partir de año 2011, este escudo aparece retratado en los billetes de ₡1000. 
3) 1840-1842 Bandera y escudo de armas del Estado Libre de Costa Rica.
Dos años después de separarse el país de la Federación fueron decretados una nueva bandera y un nuevo escudo el 21 de abril de 1840. Estos símbolos estuvieron vigentes hasta la caída del gobierno del Licenciado Braulio Carrillo Colina.

DECRETO XVI
Designa el escudo de Armas, y el Pabellón del Estado.
El Jefe Supremo del Estado Soberano de Costa Rica
Considerando, que disueltos los lazos federativos que unieron este Estado a los demás de Centroamérica, y recobrada su soberanía, es ya impropio el uso del pabellón y armas Nacionales y de conformidad con el dictamen del Consejo Representativo, decreta.
Art. 1º.- El escudo de armas del Estado será una estrella radiante, colocada en el centro de un círculo de fondo celeste y con la inscripción a la circunferencia de ESTADO DE COSTA RICA.
Art. 2º.- El pabellón del Estado constará de tres fajas horizontales, blancas la superior e inferior, y azul celeste la del centro, en la cual irá dibujado el escudo; los gallardetes tendrán blanca también en la extremidad interior de la faja azul. Las banderas y gallardetes de buques mercantes no llevaran escudo, sino tendrían escrita con letra de plata en la faja del centro la inscripción de ESTADO DE COSTA RICA. Las banderas y estandartes de los Cuerpos Militares tendrían a más de escudo en la forma prevenida, la clase y número de cada Cuerpo, escrita en la faja superior con letras de oro los de Infantería y de plata los de Caballería.

Art. 3º.- El gran sello del Estado, el del Gobierno, el de sus agentes, y la moneda de cualquier tamaño y metal llevarán el mismo escudo; y se colocará también en todas las oficinas públicas. Los destinados a sellar el papel contendrán la estrella al centro, y expresarán en la circunferencia la clase y valor del pliego. - Dado en la ciudad de San José, a los veintiun días del mes de abril de mil ochocientos cuarenta.- Braulio Carrillo.- Al Secretario general del Despacho.

A la caída del poder del Licenciado Braulio Carrillo Colina, se volvieron a usar los símbolos de la Federación, junto con el primer escudo de armas del Estado de Costa Rica, hasta el año de 1848.

### Escudo de la República
El actual Escudo Nacional de Costa Rica fue promulgado el 29 de septiembre de 1848, durante la administración del Doctor José María Castro Madriz. Este el texto del Decreto número 147 que lo creó:

DECRETO CXLVII
DESIGNA CUALES DEBEN SER EL PABELLÓN NACIONAL Y EL ESCUDO DE ARMAS DE LA REPÚBLICA
No. 26
El General Presidente de la República de Costa Rica:
Por cuanto el Excelentísimo Poder Legislativo ha decretado lo siguiente:
El Excelentísimo Congreso Constitucional de la República de Costa Rica, decreta:
Art. 1º.- El Pabellón Nacional de la República será tricolor por medio de cinco franjas colocadas horizontalmente, en esta forma: una faja roja ocupará el centro que será comprendido entre dos blancas, a cada una de las cuales le seguirá una azul. El ancho de cada una de estas fajas laterales será la sexta parte del que se dé a toda la bandera, y dos sextas el que corresponda a la faja roja en cuyo centro deberá estar bordado sobre fondo blanco el Escudo de Armas de la República.
Art. 2º.- Usarán del Pabellón designado en el artículo precedente, los cuerpos de milicias de la República, los Ministros y Cónsules acreditados en el extranjero, los Capitanes de puerto y los buques de guerra y mercante; más el de estos últimos no deberá llevar escudo alguno.
Art. 3º.- El Escudo de Armas de la República será colocado entre trofeos de guerra y representará tres volcanes y un extenso valle entre dos océanos, navegando en cada uno de ellos un buque mercante. Al extremo izquierdo de la línea superior que marca el horizonte se representará un sol naciente. Cerrarán el Escudo dos palmas de mirto medio cubiertas con un listón ancho que los une, el cual será blanco y contendrá en letras de oro esta leyenda: REPÚBLICA DE COSTA RICA; el campo que queda en la cima de los volcanes y las palmas de mirto, lo ocuparán cinco estrellas de igual magnitud y colocada en figura de arco, simbolizando los cinco Departamentos de la República. El remate del Escudo será un listón azul, enlazado en forma de corona, sobre el cual habrá en letras de plata esta leyenda AMÉRICA CENTRAL.
Art. 4º.- Este Escudo se colocará en todos los puestos y oficinas públicas, sustituyendo a los que actualmente se usan por disposiciones anteriores.
Art. 5º.- El gran sello de la República, el de la Secretaría del Congreso, los del Ejecutivo y sus agentes y los de los Tribunales de Justicia y demás funcionarios que los tengan llevarán todos el mismo escudo.
Art. 6º.- La moneda de la República se sellará por el anverso con el escudo descrito en el artículo 3º debiendo ser en la orla de dicha moneda la leyenda REPÚBLICA DE COSTA RICA junto con la fecha del año respectivo. Por el reverso la de oro contendrá en el centro la figura de una india en pie armada de arcos, carcaj y flechas, y descansando sobre el brazo izquierdo apoyada en un pedestal que contenga esta inscripción 15 DE SETIEMBRE DE 1821. La de plata contendrá un árbol de encina sobre un terreno figurado: y la orla del reverso de todas las monedas, sea de oro o plata, tendrá este título AMÉRICA CENTRAL, junto con el nombre del ensayador, en iniciales, el valor correspondiente de la pieza y sus respectiva ley. – Al Poder Ejecutivo.
Dado en la ciudad de San José a los veintiocho días del mes de Septiembre de mil ochocientos cuarenta y ocho. – Nazario Toledo, Diputado Vicepresidente accidental. – Telésforo Peralta, Diputado Secretario accidental. – Santiago Fernández, Diputado Secretario.

Por tanto: Ejecútese. San José Septiembre veintinueve de mil ochocientos cuarenta y ocho. – José María Castro. – El Ministro de Relaciones y Gobernación, Joaquín Bernardo Calvo.

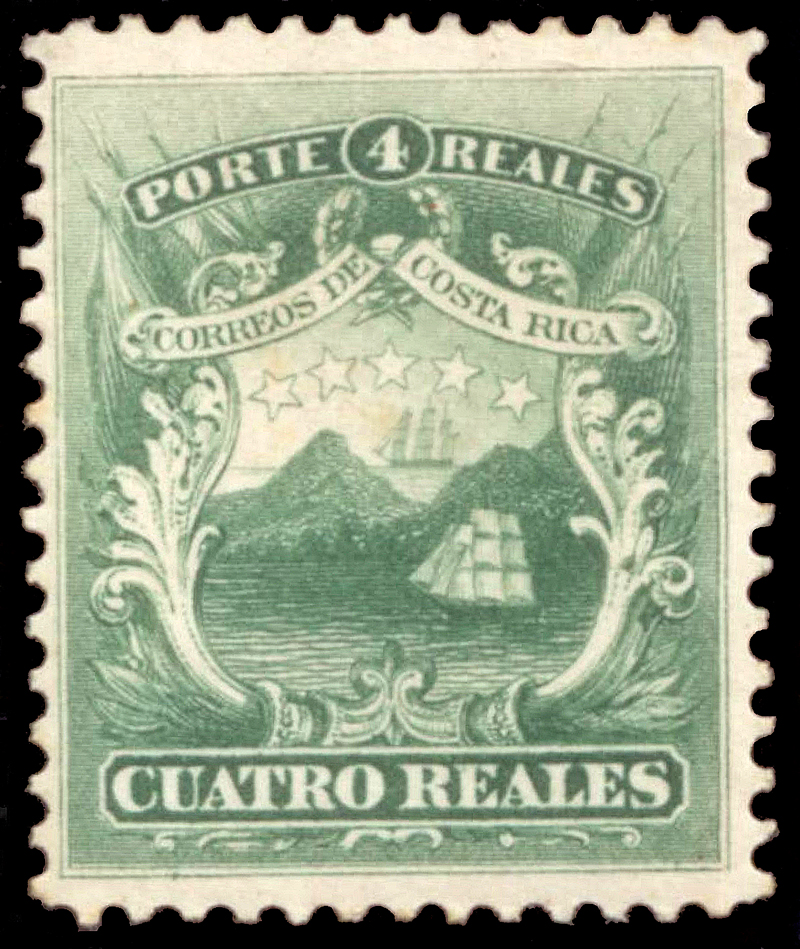
El escudo de armas de 1848 fue el motivo del primer sello postal emitido en 1863.

Estas armas fueron modificadas sustancialemente por la Ley número 18 del 27 de noviembre de 1906 que le suprimió los elementos bélicos que tenía. El modelo oficial del escudo que se elaboró en esa oportunidad fue aún más allá, ya que cambió la forma del escudo y suprimió también las banderas nacionales y el cuerno de la abundancia que tenía.
En 21 de octubre de 1964 sufrió un nuevo cambio más significativo cuando se le agregaron dos estrellas más para completar siete, una por cada provincia, puesto que al emitirse el escudo original en 1848 Puntarenas era una comarca y el actual territorio de Limón era parte de la provincia de Cartago. La ley de 1964, confundiendo el término heráldico armas con un término bélico, dispuso además que en lugar de escudo de armas se usase exclusivamente la expresión escudo nacional.
El 5 de mayo de 1998, mediante Decreto Ejecutivo n.º 26853-SP, publicado en La Gaceta #85 de ese día, se adopta como modelo oficial del Escudo Nacional el diseño que se caracteriza por los tres volcanes humeantes que figuran en su centro.
El actual escudo representa: Tres volcanes (cada una de las tres cordilleras que cruzan el país) y un extenso valle entre dos océanos (Océano Pacífico y Mar Caribe) y en cada uno de éstos un buque mercante (representando la historia marítima del país). En el horizonte se aprecia un Sol naciente, todo encerrado en un marco dorado que representa el grano de oro (el café). Cierran el escudo dos palmas de mirto unidas por una cinta con la leyenda "República de Costa Rica" en letras doradas. Las siete estrellas en arco representan las provincias de la República. El remate lo forma una cinta azul que sirve de corona con la leyenda América Central.
Los colores del Escudo son, el valle: verde claro; los volcanes: verde azul como son las montañas de Costa Rica. Se dibujaron los volcanes humeantes para diferenciarlos. El sol naciente es color oro viejo y las palmas de mirto color verde oscuro. Las cinco estrellas que luego se cambiaron a siete serán plateadas y el listón azul color azul claro. El mar es color azul.
Pueden utilizar el escudo nacional en el membrete de su correspondencia los miembros de los supremos poderes del Estado, los Embajadores de Costa Rica o representantes diplomáticos del país y los cónsules generales y cónsules de la República.

## Evolución histórica del escudo

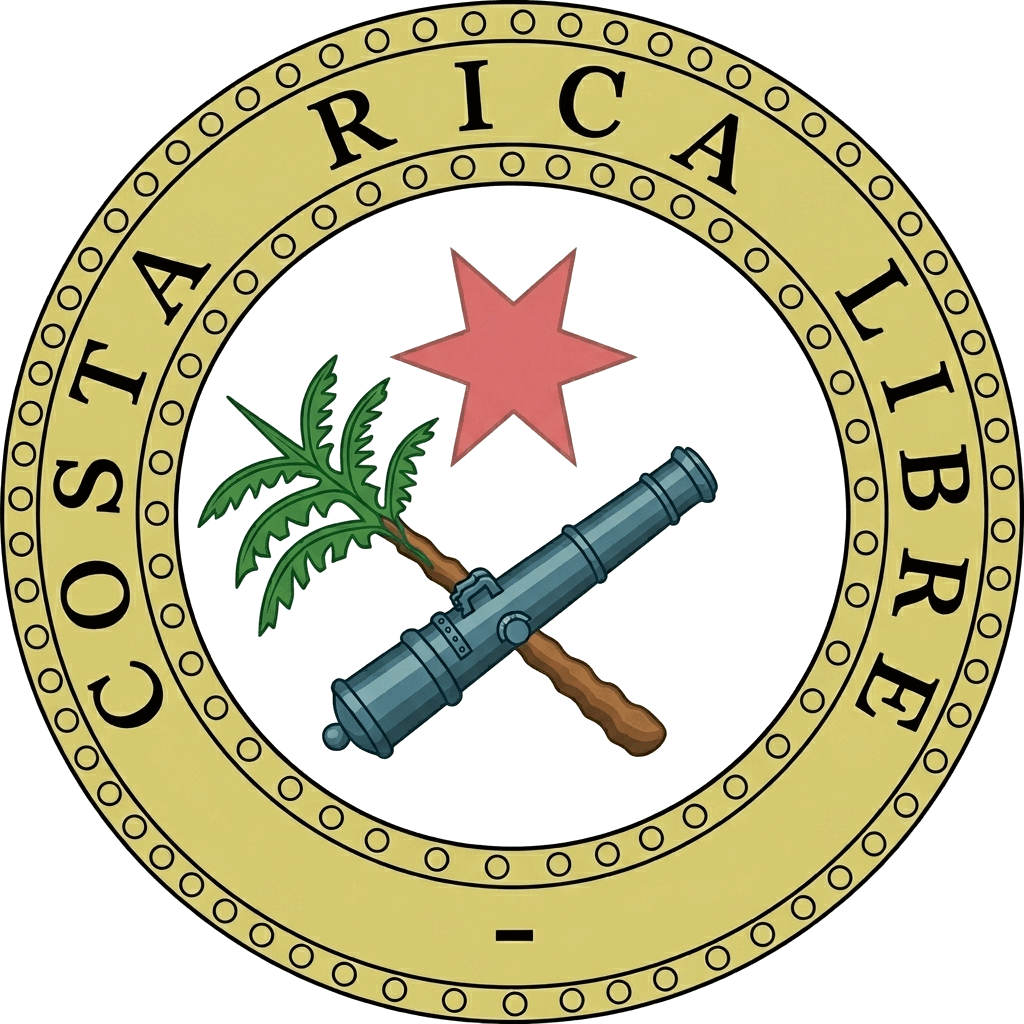
Escudo de Costa Rica (10 de mayo 1823 al 6 de marzo 1824)
Escudo de las Provincias Unidas del Centro de América de marzo 1824 a noviembre, 1824
Escudo de la República Federal de Centroamérica de noviembre, 1824 a noviembre, 1840
Escudo del Estado Libre de Costa Rica dentro de la República Federal de Centroamérica de nov 2, 1824 a nov 15, 1840. Y usado de nuevo por el Estado Independiente de Costa Rica de sept, 1842 a sept, 1848
Escudo del Estado de Costa Rica de abril 1840 a abril, 1842
Escudo de Costa Rica (29 de septiembre de 1848-27 de noviembre de 1906)
Escudo de armas de Costa Rica (27 de noviembre de 1906-21 de octubre de 1964)
Escudo de armas de Costa Rica (21 de octubre de 1964-5 de mayo de 1998)